# پیر کروم
پیر کروم (هلندی: Peer Krom; ۱۰ مارس ۱۸۹۸ – ۱۵ دسامبر ۱۹۶۵) بازیکن فوتبال اهل هلند بود.
وی همچنین در تیم ملی فوتبال هلند بازی کرده‌است.